# سرمله (مجارستان)
سرمله (به مجاری:  Szeremle) یک شهرداری در مجارستان است که در ناحیه کیش‌کوروش واقع شده‌است. سرمله ۳۴٫۶۴ کیلومتر مربع مساحت و ۱٬۴۱۴ نفر جمعیت دارد.